# Панжинский, Александр Эдуардович
Алекса́ндр Эдуа́рдович Панжи́нский (16 марта 1989, Хабаровск, СССР) — российский лыжник, заслуженный мастер спорта России (2010 год), серебряный призёр зимних Олимпийских игр 2010 года в индивидуальном спринте, московский динамовец.

## Биография
Александр Панжинский родился 16 марта 1989 года в Хабаровске в семье спортсменов: его родители — мастера спорта по лыжным гонкам. Именно со своей семьёй Александр завоевал свою первую награду в спорте — медаль в конкурсе «Мама, папа, я — спортивная семья». На лыжах — с четырёх лет. В течение 12 лет тренировался под присмотром своего отца в детской лыжной секции при школе № 22 города Хабаровска (ныне Экономическая гимназия). В 15 лет, учась в девятом классе, Александр выиграл детский чемпионат России по лыжным гонкам.
Спустя какое-то время[какое?] лыжная секция, в которой занимался Александр Панжинский, была переведена на баланс краевой детской спортивной школы, курируемой Министерством образования. Этот период характеризуется регулярными поездками на региональные и всероссийские соревнования, на которых Александр завоёвывал свои первые награды. Чуть позже, когда школу передали спорткомитету, число поездок значительно сократилось. Панжинский продолжал раз за разом пробиваться на всероссийские соревнования, но его на них, вероятно, по финансовым причинам не отправляли.
В 2008 году неудачно выступил на основных соревнованиях — Спартакиаде учащихся: занял только восьмое место. Этот результат краевые спортивные чиновники сочли неудовлетворительным. Спортсмена признали бесперспективным и прекратили финансирование его подготовки. Однако его талант не остался незамеченным столичными тренерами — Александра Панжинского пригласили в 81-ю московскую детско-юношескую спортивную школу «Бабушкино».
После долгих раздумий родители Александра отправили сына в Москву — сначала на лето, а потом ещё на год.
Первые серьёзные победы пришли к Александру Панжинскому в 2009 году. Он завоевал «золото» в юниорском спринте на чемпионате мира среди молодёжи и юниоров в Праз-де-Люз (Франция). Тогда же выиграл чемпионат России среди юниоров. 26 декабря 2009 года Александр стал вторым на «Красногорской лыжне».
Во время зимней Олимпиады 2022 в Пекине являлся комментатором лыжных гонок на канале Eurosport.

## Дебют в сборной
В 2009 году Александр Панжинский получил приглашение в сборную России. Дебютировал 12 марта 2009 года на этапе Кубка мира в Тронхейме. В общем зачёте Кубка занял 136-е место. До Олимпиады-2010 лучшим результатом в карьере было пятое место в спринте на этапе Кубка мира в эстонском Отепя (17 января 2010 года).

## Этап Кубка мира в Куусамо
28 ноября 2009 года Панжинский уверенно лидировал в полуфинале этапа Кубка мира в Куусамо. Однако за считанные метры до финишной прямой он на ровном месте потерял равновесие и упал, тем самым лишив себя места в финале и поставив под сомнение своё участие в зимней Олимпиаде.

## Зимние Олимпийские игры в Ванкувере
17 февраля 2010 года Александр Панжинский завоевал серебряную медаль на Зимних Олимпийских играх в Ванкувере. В драматичном финале он проиграл соотечественнику Никите Крюкову: победителя удалось выявить только при помощи фотофиниша.

## Статистика выступлений на этапах Кубка мира
| Дата       | Этап Кубка мира | Дисциплина                                 | Место |
| ---------- | --------------- | ------------------------------------------ | ----- |
| 12.03.2009 | Тронхейм        | Индивидуальный спринт (классический стиль) | 17    |
| 28.11.2009 | Куусамо         | Индивидуальный спринт (классический стиль) | 10    |
| 05.12.2009 | Дюссельдорф     | Индивидуальный спринт (классический стиль) | 34    |
| 19.12.2009 | Рогла           | Индивидуальный спринт (классический стиль) | 8     |
| 17.01.2010 | Отепя           | Индивидуальный спринт (классический стиль) | 5     |
| 22.01.2010 | Рыбинск         | Индивидуальный спринт (свободный стиль)    | 18    |

## Тренеры
- Юрий Михайлович Каминский;
- Николай Фёдорович Росков (тренер в молодёжной сборной);
- Эдуард Панжинский (отец);
- Маркус Крамер[4].

## Семья
- Отец — Панжинский Эдуард Николаевич (мастер спорта по лыжным гонкам, доцент кафедры физического воспитания Тихоокеанского государственного университета, Россия, г. Хабаровск);
- Мать — Панжинская Ирина Ивановна (мастер спорта по лыжным гонкам);
- Брат (старший) — Панжинский Евгений Эдуардович (биолог, докторант).

## Награды
.

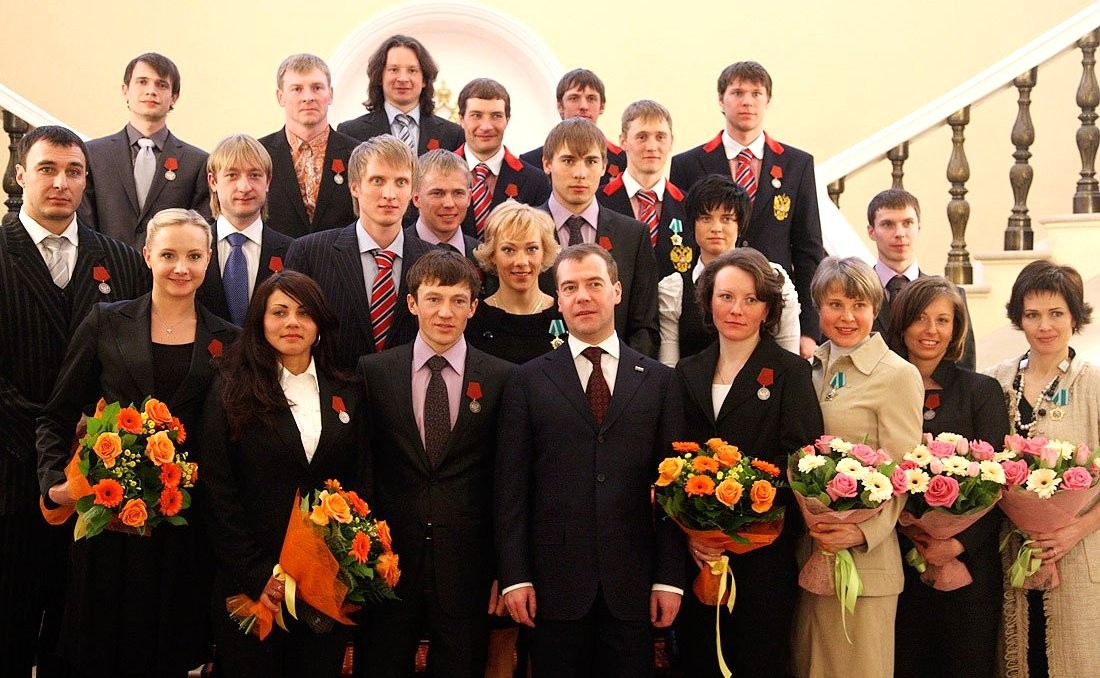
БКД: Президент России Дмитрий Медведев с чемпионами и призёрами Олимпийских игр 2010 года в Ванкувере, 15 марта 2010 года

- Медаль ордена «За заслуги перед Отечеством» II степени (5 марта 2010 года) — за большой вклад в развитие физической культуры и спорта, высокие спортивные достижения на Играх XXI Олимпиады 2010 года в Ванкувере[5]
- Заслуженный мастер спорта России[6]

## Хобби
В свободное время Александр Панжинский читает художественную литературу, ходит на балет, изучает английский язык. Любит музыку.